# Кресберг
Кресберг (нім. Kreßberg) — громада в Німеччині, знаходиться в землі Баден-Вюртемберг. Підпорядковується адміністративному округу Штутгарт. Входить до складу району Швебіш-Галль.
Площа — 48,46 км2. Населення становить 4002 ос. (станом на 31 грудня 2020).